# Південний Буг (зупинний пункт)
Півде́нний Буг — пасажирський залізничний зупинний пункт Херсонської дирекції залізничних перевезень Одеської залізниці на лінії Колосівка — Миколаїв між станціями Трихати (6 км) та Баловне (5 км). Розташований у селі Піски Миколаївського району Миколаївської області.

## Пасажирське сполучення
На платформі Південний Буг зупиняються приміські поїзди сполученням Миколаїв-Вантажний — Колосівка (курсує 
одна пара поїздів щоп'ятниці та щонеділі).